# Notholaena sulphurea
Notholaena sulphurea es un helecho, miembro de la familia Pteridaceae, subfamilia Cheilanthoideae; este género cuenta con aproximadamente 30 especies de las cuales al menos 24 ocurren en México, está muy relacionado con el género Cheilathes, y muchas especies de ambos géneros se han transferido de unos a otro a través del tiempo; el nombre del género (Notholaena) proviene del griego “nothos” (falso) y “chlaina” (capa, manta), el nombre de la especie hace referencia al color amarillo de la parte inferior de la lámina.

## Clasificación y descripción
Rizoma: compacto, horizontal, de hasta 2 mm de diámetro, con escamas de hasta 3 mm de largo;  frondes: de hasta 20 cm de largo, creciendo en forma de manojo; pecíolo: de 3/4 de la longitud de la fronda, de color negro a púrpura oscuro, de forma prismática cuadrangular, con algunas escamas en la base; lámina: de forma pentagonal de hasta 7 cm de ancho; pinnas: de hasta 5 pares de pinnas, las cuales son pinnadas o pinnadas-pinnatifidas, excepto el primer par (basal) que puede ser bipinado, con un par de segmentos (pínnulas) de un tamaño exagerado (solo en el par basal), los segmentos son de consistencia firme o acartonada, la parte inferior (abaxial) de los segmentos esta densamente cubierta por farina (polvo de almidón) de color amarillo, todos los pares de pinnas van decreciendo de manera uniforme hacia el ápice; soros: forman bandas marginales en los segmentos (pínnulas); indusio: no presenta, los bordes de los segmentos (pínnulas) se doblan hacia abajo.

## Distribución
Se distribuye desde el norte de México hasta América del Sur.

## Ambiente
Terrestre, vive en sitios semidesértico con matorral, prefiere lugares rocosos, con cierta insolación, tolera algo de sequía.

## Estado de conservación
No se encuentra sujeta a ningún estatus de conservación.